# جيمي رينغ
جيمي رينغ (بالإنجليزية: Jimmy Ring)‏ هو لاعب كرة قاعدة أمريكي، ولد في 15 فبراير 1895 في بروكلين في الولايات المتحدة، وتوفي في 6 يوليو 1965 في Breezy Point, Queens ‏ في الولايات المتحدة.

## وصلات خارجية
- جيمي رينغ على موقعبيزبول رفرنس.كوم (الدوري الرئيسي) (الإنجليزية)
- جيمي رينغ على موقع جمعية أبحاث البيسبول الأمريكية (الإنجليزية)